# Ministère des Transports (Niger)
Pour les autres articles nationaux ou selon les autres juridictions, voir Ministère des Transports.
Le ministère des Transports du Niger est le ministère nigérien chargé des transports sur le territoire du Niger.

## Description

### Siège
Le ministère des Transports au Niger a son siège à Niamey.

### Attributions
Ce département ministériel du gouvernement nigérien est chargé de définir et de mettre en œuvre la politique publique en matière de transports au Niger.

### Ministres
Le ministre des Transports du Niger est Oumarou Malam Alma.